# OpenFT

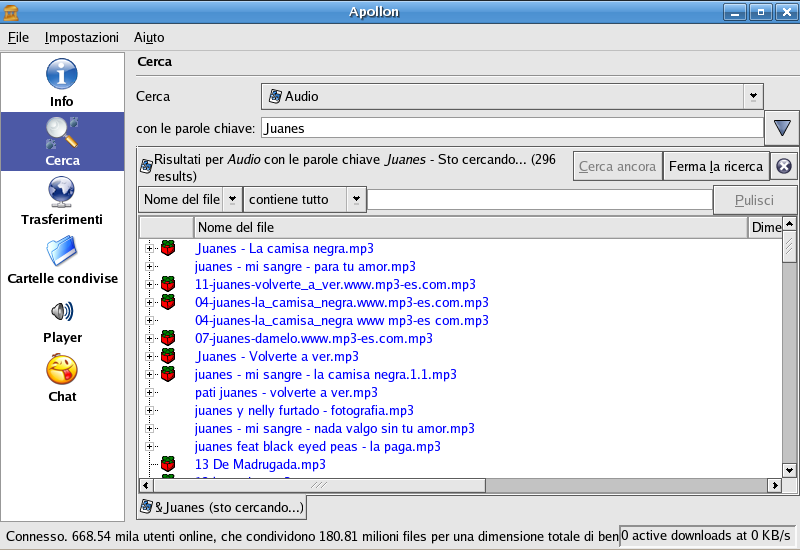
Portada de Apollon, un cliente que soporta el protocolo OpenFT

OpenFT  es un protocolo de red P2P para intercambio de archivos que tiene una estructura en que los nodos están en divididos en 'buscadores' y supernodos 'indizadores' en adición a los nodos comunes. OpenFT es el proyecto hermano de GiFT y debido a que ambos proyectos están relacionados muy de cerca, cuando se habla de 'OpenFT', puede significar una de dos cosas: el protocolo OpenFT, o la implementación en la forma de plugin para giFT.
El nombre "OpenFT" es sinónimo de "Open FastTrack". A pesar de esto, el protocolo OpenFT es un protocolo de diseño completamente nuevo: solo unas pocas ideas del protocolo OpenFT se han extraído de lo poco que se conocía acerca del protocolo FastTrack al momento de que OpenFT fuera diseñado.

## OpenFT protocolo para compartir archivos
Así como FastTrack y Napster, OpenFT es una red donde los nodos envían listas de archivos compartidos a otros nodos para realizar un seguimiento a que archivos están disponibles en la red. Esto reduce el ancho de banda consumido por solicitudes de búsqueda al precio de memoria y poder de procesamiento en los nodos que almacenan la información. La transmisión de listas compartidas no es recursivo: un nodo solo transmitirá su lista de archivos compartidos a un solo nodo de búsqueda aleatorio escogido como el nodo "primario", y la lista de los archivos no será transmitida más a otros nodos.
OpenFT es también similar a la red Gnutella en que las solicitudes de búsqueda son transmitidas en forma recursiva entre los nodos que siguen los archivos compartidos.
Hay 3 diferentes tipos de nodos en la red OpenFT:
- USER

La mayoría de los nodos son USER; estos no tienen ninguna función en especial.
- SEARCH

Estos nodos manejan las solicitudes de búsqueda; buscan las listas de archivos de sus nodos secundarios (explicado más adelante). Estos nodos deben tener una conexión a Internet poderosa y por lo menos 128MB de RAM. Un procesador moderno es muy recomendado.
- INDEX

Nodos con conexiones rápidas y grandes cantidades de memoria pueden ser nodos INDEX, que mantienen las listas de los nodos de búsqueda disponibles, reúnen estadísticas, y tratan de mantener la estructura de la red.
Un nodo puede ser a la vez SEARCH e INDEX. Los nodos USER escogerán tres nodos SEARCH para que sean sus nodos primarios. Ellos subirán sus listas de archivos compartidos si los nodos escogidos como primarios los aceptan a ellos como secundarios. Por defecto, los nodos SEARCH serán nodos primarios de un máximo de 500 nodos secundarios.